# Consoană dorsală
consoană dorsală
Consoanele dorsale se clasifică în două subgrupe de articulare:
- Consoane palatale
- Consoane velare
- Consoane uvulare